# Netelia areator
Netelia areator är en stekelart som först beskrevs av Schiodte 1839.  Netelia areator ingår i släktet Netelia och familjen brokparasitsteklar. Inga underarter finns listade i Catalogue of Life.